# Channel One Cup 2006
Der Channel One Cup 2006 wurde vom 14. bis 18. Dezember 2006 in Moskau ausgetragen. Das Turnier war Teil der Euro-Hockey-Tour-Saison 2006/07. Sieger des Turniers wurde die gastgebende russische Nationalmannschaft.

## Spiele
| 14. Dezember 2006 18:30 Uhr | Finnland Janne Pesonen (12:41) Mika Pyörälä (23:16) Janne Pesonen (38:04) | 3:2 (1:0, 2:2, 0:0) Spielbericht | Tschechien Jan Marek (23:54) Josef Straka (28:38) | Helsingin Jäähalli, Helsinki Zuschauer: 4.910 |

| 14. Dezember 2006 20:00 Uhr | Russland | 0:1 n. P. (0:0, 0:0, 0:0, 0:0, 0:1) Spielbericht | Schweden Tony Mårtensson (PS) | Chodynka-Arena, Moskau Zuschauer: 7.562 |

| 16. Dezember 2006 14:00 Uhr | Russland Pjotr Stschastliwy (35:12) Ilja Nikulin (47:06) Alexei Morosow (59:00) | 3:0 (0:0, 1:0, 2:0) Spielbericht | Finnland | Chodynka-Arena, Moskau Zuschauer: 12.300 |

| 16. Dezember 2006 18:00 Uhr | Schweden Daniel Fernholm (4:11) Tony Martensson (11:34) Sanny Lindström (15:26) Tobias Enström (26:32) Tobias Enström (29:42) Karl Fabricius (50:54) Karl Fabricius (59:30) | 7:5 (3:1, 2:3, 2:1) | Tschechien Jan Marek (15:45) Miloslav Hořava (26:56) Vlastimil Kroupa (36:32) Jan Marek (37:40) Josef Straka (55:08) | Chodynka-Arena, Moskau Zuschauer: 4.300 |

| 17. Dezember 2006 14:00 Uhr | Russland Pjotr Stschastliwy (21:25) Alexei Morosow (32:44) Nikolai Kuljomin (45:19) Alexei Morosow (49:50) | 4:1 (0:0, 2:0, 2:1) | Tschechien Jaroslav Bednář (51:24) | Chodynka-Arena, Moskau Zuschauer: 13.400 |

| 17. Dezember 2006 18:00 Uhr | Finnland Kim Hirschovits (12:44) Janne Pesonen (39:34) | 2:1 (1:0, 1:1, 0:0) | Schweden Johan Åkerman (31:10) | Chodynka-Arena, Moskau Zuschauer: 6.600 |

## Abschlusstabelle
| Platz | Mannschaft | Spiele | S | S (OT) | N (OT) | N | T    | P |
| ----- | ---------- | ------ | - | ------ | ------ | - | ---- | - |
|       | Russland   | 3      | 2 | 0      | 1      | 0 | 7:2  | 7 |
|       | Finnland   | 3      | 2 | 0      | 0      | 1 | 5:6  | 6 |
|       | Schweden   | 3      | 1 | 1      | 0      | 1 | 9:7  | 5 |
| 4.    | Tschechien | 3      | 0 | 0      | 0      | 3 | 8:14 | 0 |

## Statistik

### Beste Scorer
| Name               | Team       | Sp | T | V | Pkt | SM | +/- |
| ------------------ | ---------- | -- | - | - | --- | -- | --- |
| Jan Marek          | Tschechien | 3  | 3 | 1 | 4   | 8  | +2  |
| Tony Mårtensson    | Schweden   | 2  | 2 | 2 | 4   | 0  | 0   |
| Petr Čáslava       | Tschechien | 3  | 0 | 4 | 4   | 0  | +1  |
| David Petrasek     | Schweden   | 3  | 0 | 4 | 4   | 6  | 0   |
| Janne Pesonen      | Finnland   | 3  | 3 | 0 | 3   | 0  | +1  |
| Alexei Morosow     | Russland   | 3  | 3 | 0 | 3   | 0  | +1  |
| Jaroslav Bednář    | Tschechien | 3  | 1 | 2 | 3   | 0  | +2  |
| Mika Pyörälä       | Finnland   | 3  | 1 | 2 | 3   | 0  | +1  |
| Petri Kontiola     | Finnland   | 3  | 0 | 3 | 3   | 0  | 0   |
| Fredrik Emvall     | Schweden   | 3  | 0 | 3 | 3   | 0  | +1  |
| Albert Leschtschow | Russland   | 3  | 0 | 3 | 3   | 2  | +1  |

(Legende zur Spielerstatistik: Sp oder GP = absolvierte Spiele; T oder G = erzielte Tore; V oder A = erzielte Assists; Pkt oder Pts = erzielte Scorerpunkte; SM oder PIM = erhaltene Strafminuten; +/− = Plus/Minus-Bilanz; PP = erzielte Überzahltore; SH = erzielte Unterzahltore; GW = erzielte Siegtore; 1 Play-downs/Relegation; Kursiv: Statistik nicht vollständig)

### Beste Torhüter
| Name                  | Team       | Sp | Min    | SaT | GT | GTS  | SVS | Sv%   | SO |
| --------------------- | ---------- | -- | ------ | --- | -- | ---- | --- | ----- | -- |
| Wassili Koschetschkin | Russland   | 2  | 125:01 | 42  | 1  | 0,48 | 41  | 97,62 | 1  |
| Erik Ersberg          | Schweden   | 2  | 124:30 | 61  | 2  | 0,96 | 59  | 96,72 | 1  |
| Alexander Jerjomenko  | Russland   | 1  | 60:00  | 18  | 1  | 1,00 | 17  | 94,44 | 0  |
| Ari Ahonen            | Finnland   | 2  | 120:00 | 36  | 3  | 1,50 | 33  | 91,67 | 0  |
| Milan Hnilička        | Tschechien | 2  | 63:11  | 38  | 3  | 2,85 | 35  | 92,11 | 0  |
| Petri Vehanen         | Finnland   | 1  | 60:00  | 36  | 3  | 3,00 | 33  | 91,67 | 0  |
| Daniel Henriksson     | Schweden   | 1  | 60:00  | 33  | 5  | 5,00 | 28  | 84,85 | 0  |
| Adam Svoboda          | Tschechien | 2  | 116:24 | 57  | 10 | 5,15 | 47  | 82,46 | 0  |

(Legende zur Torhüterstatistik: GP oder Sp = Spiele insgesamt; W oder S = Siege; L oder N = Niederlagen; T oder U oder OT = Unentschieden oder Overtime- bzw. Shootout-Niederlage; Min. = Minuten; SOG oder SaT = Schüsse aufs Tor; GA oder GT = Gegentore; SO = Shutouts; GAA oder GTS = Gegentorschnitt; Sv% oder SVS% = Fangquote; EN = Empty Net Goal; 1 Play-downs/Relegation; Kursiv: Statistik nicht vollständig)

## Auszeichnungen
All-Star-Team
Das All-Star-Team wurde durch die akkreditierten Journalisten ausgewählt.
| Angriff:      | Jan Marek – Pjotr Stschastliwy – Alexei Morosow |
| Verteidigung: | Ilja Nikulin – David Petrasek                   |
| Tor:          | Wassili Koschetschkin                           |

Spielertrophäen
Die Wahl der besten Spieler des Turniers erfolgte durch die Vertreter der IIHF.
| Bester Stürmer:     | Janne Pesonen         |
| Bester Verteidiger: | Johan Åkerman         |
| Bester Torwart:     | Wassili Koschetschkin |